# Kushtia (distrito)
Kushtia é um distrito localizado na divisão de Khulna, em Bangladexe.